# Aleksandr Michajlovič Sibirjakov
Aleksandr Michajlovič Sibirjakov, in russo Александр Михайлович Сибиряков? (Irkutsk, 26 settembre (o 8 ottobre) 1849 – Nizza, 2 novembre 1933), è stato un esploratore e proprietario di miniere d'oro russo.

## Biografia
Alexandr apparteneva ad una delle più antiche, ricche e influenti famiglie siberiane: suo padre, Michail (1815-1874) era un commerciante, proprietario di miniere d'oro, fabbriche e società di trasporto ferroviario. Dopo la morte del padre, nel 1874, Alexandr prese il controllo delle miniere d'oro e delle compagnie di navigazione, creandone di nuove e investendo nello sviluppo delle vie di comunicazione della Siberia (strade, canali, vie marittime) con i paesi vicini; nonché nel Passaggio a nord-est. Finanziò infatti la spedizione polare di Adolf Erik Nordenskiöld, a bordo del Vega (spedizione Vega, 1878-79).
Sibirjakov esplorò gli estuari dei fiumi Pečora, Enisej, Ob', Amur, le coste dei mari di Kara e di Ochotsk, i fiumi e le vie di terra tra la Siberia Occidentale e quella Orientale. Decise di stabilire una connessione con l'Europa attraverso il Pečora e tra quest'ultimo e l'Ob'. Descrisse i risultati dei suoi numerosi viaggi in diversi articoli: Navigando sull'«Oscar Dixon» nel 1880 alla foce dell'Enisej («Плавание на „Оскаре Диксоне“ в 1880 году к устьям р. Енисея»), Saggio sulla vita nel Transbaikal («Очерк забайкальской жизни»), Sulla questione dei mercati esteri della Siberia ( «К вопросу о внешних рынках Сибири»), e nel libro Sulle linee di comunicazione in Siberia e le sue relazioni marittime con altri paesi («О путях сообщения Сибири и морских сношениях ее с другими странами», 1907).
Le attività di ricerca dell'imprenditore di Irkutsk sono state riconosciute in Russia e all'estero. Quale eminente siberiano è stato insignito dell'Ordine di San Vladimiro; della Croce dell'Ordine della Stella Polare dal re di Svezia per l'aiuto nell'organizzazione della spedizione di Nordenskiöld; un riconoscimento da parte del governo francese per l'assistenza alla spedizione di George Washington DeLong e la medaglia d'argento della Società geografica russa.
Caduto in rovina dopo la rivoluzione russa del 1917, ha vissuto a Batumi, Parigi, Zurigo e infine a Nizza dove, in situazione di indigenza, ottenne una pensione di 3.000 corone l'anno dal governo svedese. Morì all'ospedale Pasteur all'età di 84 anni.

## Luoghi che portano il suo nome
- L'isola di Sibirjakov, nel mare di Kara.

Hanno avuto inoltre il suo nome due rompighiaccio: il A. Sibirjakov, costruito a Glasgow nel 1909, e il piroscafo finlandese Sibirjakov (precedentemente Jääkarhu).

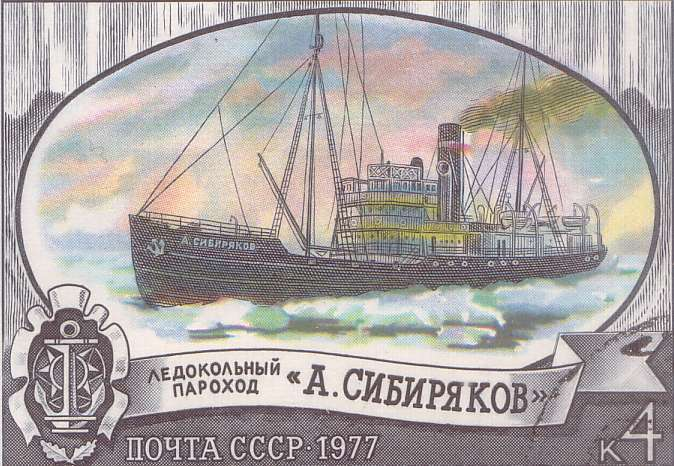
Francobollo sovietico da 4 copechi, del 1977, con la rompighiaccio A. Sibirjakov.